# Samsung Ativ
Samsung Ativ (стилизованный под ATIV) — это торговая марка, используемая для серии персональных компьютеров и мобильных вычислительных устройств на базе Microsoft Windows, производимых Samsung Electronics. Слово Ativ — это слово vita, означающее «жизнь», написанное задом наперед.
Изначально этот бренд использовался для планшетов и смартфонов Samsung на базе Windows 8 и Windows Phone 8, включая одно устройство под управлением Windows RT. В апреле 2013 года Samsung объявила, что расширит бренд на все свои будущие продукты для ПК, и произведет ребрендинг некоторых своих существующих продуктов. линии и модели под названием Ativ, включая «Ativ Book» (для ноутбуков) и «Ativ One» (для компьютеров типа «все в одном»).
Хотя все продукты Samsung для Windows выпускались под брендом Ativ, это изменилось в январе 2016 года, когда Samsung выпустила Galaxy TabPro S, свое первое устройство с Windows 10 под брендом Galaxy, которое традиционно предназначалось только для устройств Samsung под управлением конкурирующего Android.

## Телефоны
- Samsung Ativ S
- Samsung Ativ Odyssey
- Samsung Ativ SE
- Samsung ATIV S Neo

## Планшеты
- Samsung Ativ Tab (Windows RT)

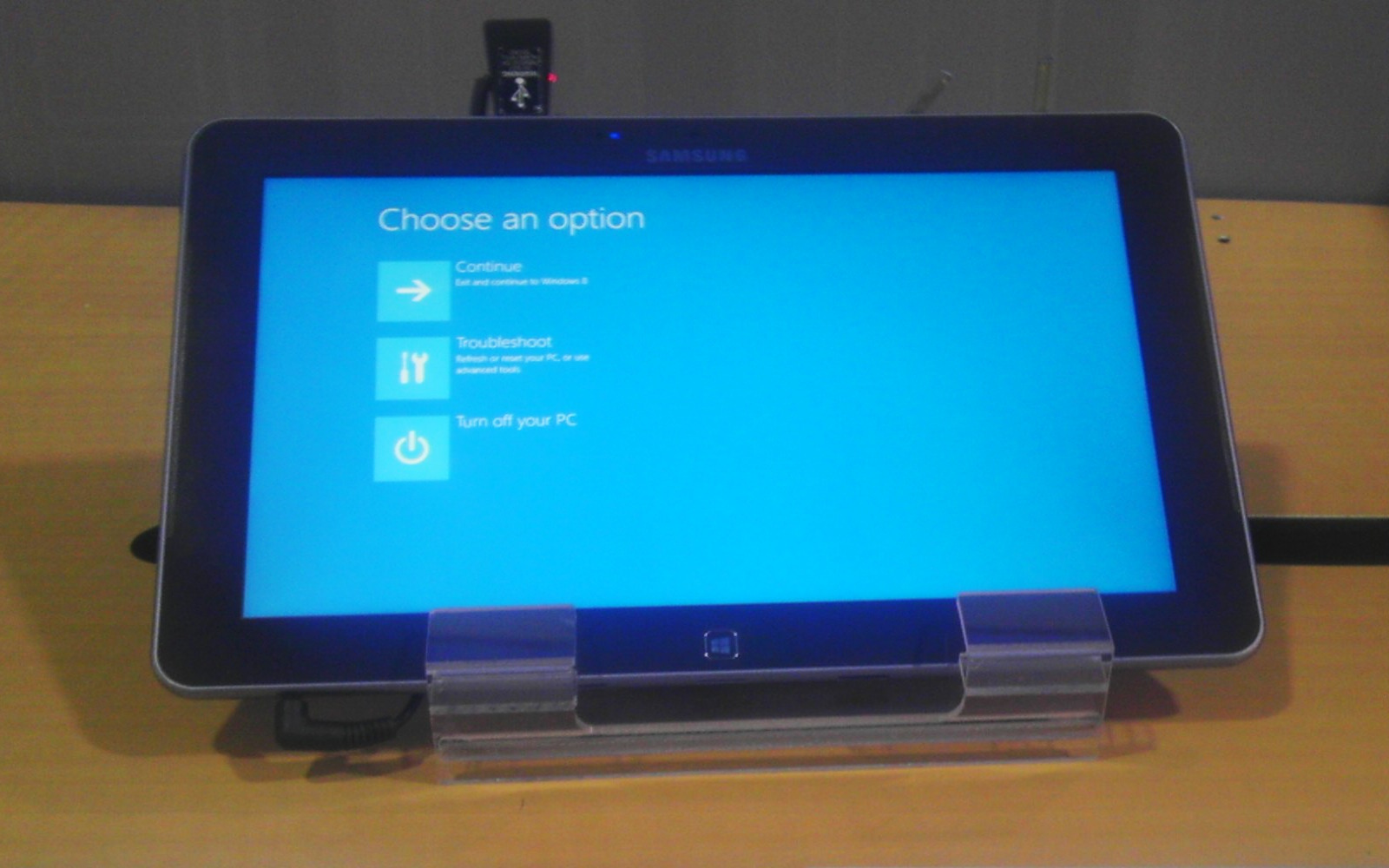
11.6 inch Ativ Tab 5/7 tablet

- Samsung Ativ Tab 5 (Smart PC) (Windows 8)
- Samsung Ativ Tab 7 (Smart PC Pro) (Windows 8)
- Samsung Ativ Tab 3 (Windows 8)
- Samsung Ativ Q (Windows 8 и Android 4.2.2 Jellybean)

## Персональные компьютеры

### Ноутбуки
- Samsung Ativ Book 2
- Samsung Ativ Book 4 370
- Samsung Ativ Book 4 510
- Samsung Ativ Book 5
- Samsung Ativ Book 6
- Samsung Ativ Book 7
- Samsung Ativ Book 8

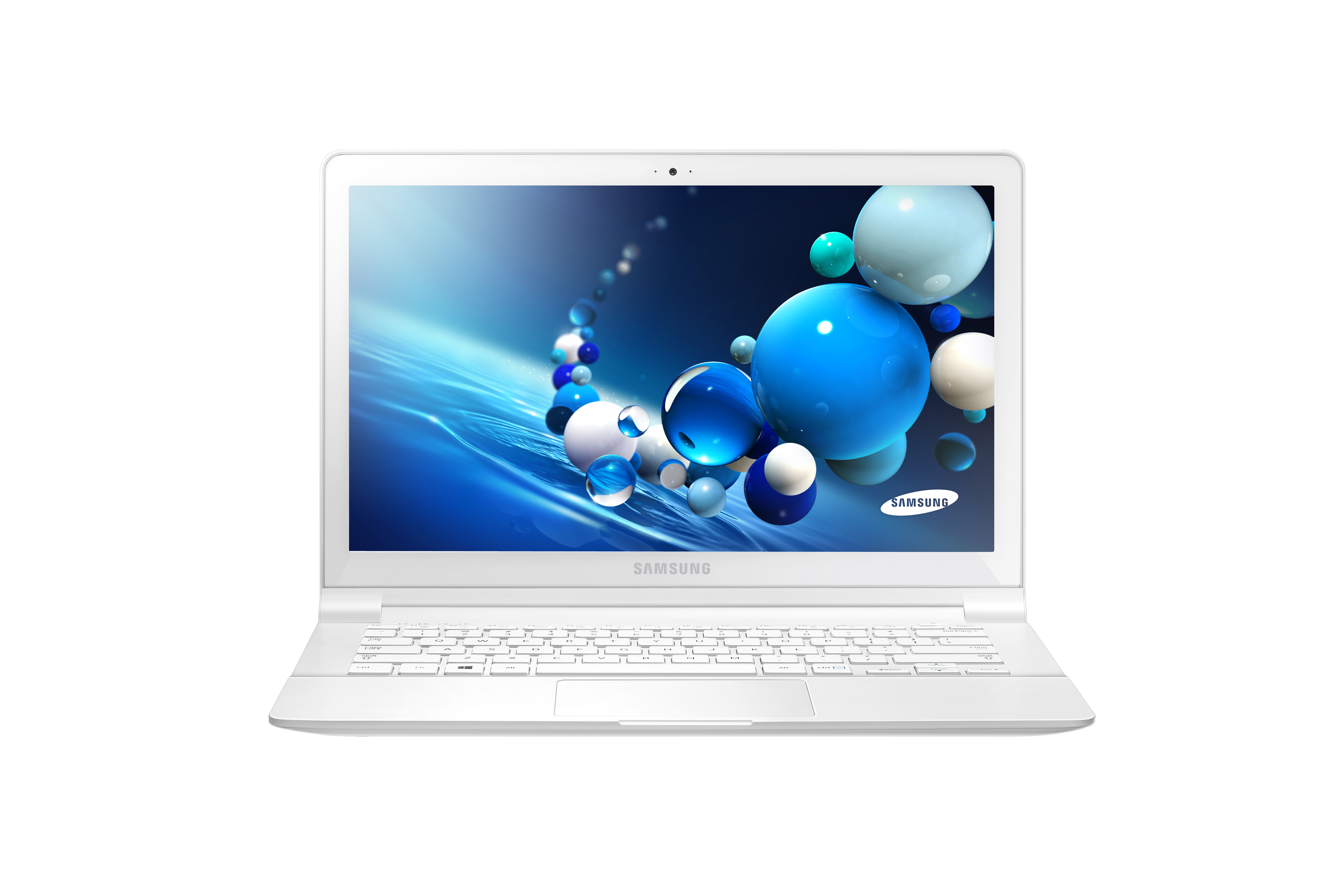
Samsung ATIV Book 9 Lite

- Samsung Ativ Book 9 Plus (Black) (Windows 8)
- Samsung Ativ Book 9 Lite (White) (Windows 8/ Pro)

### Компьютеры
- Samsung Ativ One 3
- Samsung Ativ One 5
- Samsung Ativ One 7
- Samsung Ativ One 7 Curved